# Кленсі (Монтана)
Кленсі (англ. Clancy) — переписна місцевість (CDP) в США, в окрузі Джефферсон штату Монтана. Населення — 1851 особа (2020).

## Географія
Кленсі розташоване за координатами 46°26′57″ пн. ш. 112°0′11″ зх. д. / 46.44917° пн. ш. 112.00306° зх. д. (46.449257, -112.002954).  За даними Бюро перепису населення США в 2010 році переписна місцевість мала площу 101,45 км², уся площа — суходіл.

## Демографія
Згідно з переписом 2010 року, у переписній місцевості мешкала 1661 особа в 637 домогосподарствах у складі 498 родин. Густота населення становила 16 осіб/км².  Було 669 помешкань (7/км²).
Расовий склад населення:
| - 96,3 % — білих - 1,4 % — корінних американців - 0,4 % — азіатів - 0,3 % — чорних або афроамериканців |

До двох чи більше рас належало 1,4 %. Частка іспаномовних становила 2,2 % від усіх жителів.
За віковим діапазоном населення розподілялося таким чином: 21,7 % — особи молодші 18 років, 64,0 % — особи у віці 18—64 років, 14,3 % — особи у віці 65 років та старші. Медіана віку мешканця становила 48,1 року. На 100 осіб жіночої статі у переписній місцевості припадало 100,4 чоловіків;  на 100 жінок у віці від 18 років та старших — 101,7 чоловіків також старших 18 років.
Середній дохід на одне домашнє господарство  становив 98 209 доларів США (медіана — 75 000), а середній дохід на одну сім'ю — 106 860 доларів (медіана — 83 533). За межею бідності перебувало 8,1 % осіб, у тому числі 18,3 % дітей у віці до 18 років та 0,0 % осіб у віці 65 років та старших.
Цивільне працевлаштоване населення становило 857 осіб. Основні галузі зайнятості: публічна адміністрація — 21,1 %, освіта, охорона здоров'я та соціальна допомога — 20,2 %, науковці, спеціалісти, менеджери — 10,4 %, фінанси, страхування та нерухомість — 8,9 %.